# Jackie Hering
Pour les articles homonymes, voir Hering.
Jackie Hering née Arendlt le 11 octobre 1984 à DeForest aux États-Unis est une triathlète professionnelle, multiple vainqueur sur triathlon Ironman 70.3.

## Biographie

### Jeunesse
Elle pratique la natation de compétition dans les catégories jeunes, et suit sa mère en vélo lorsque celle-ci courait. Ensuite, elle pratique la course à pied et la natation au lycée, ainsi qu'à l'Université Paterson du New-Jersey, mais fut encourager par des amis pour s'essayer sur un triathlon.

### Carrière en triathlon
Elle a commencé sur le circuit Ironman où elle obtient chez elle au Wisconsin, la victoire en 2013. Deux ans après, elle concourt sur les distances plus courtes du 70.3 qui lui conviennent plus où elle remporte le succès à Buffalo Springs Lake. En 2019, elle triomphe à l'Ironman 70.3 Steelhead devant l'expérimentée Meredith Kessler, elle renouvelle ses succès cette année là, à Waco et à Traverse City aux États-Unis. Après sa deuxième place en 2019, elle remporte l'année d'après la distance 70.3 de Campeche au Mexique. En 2021, elle remporte la compétition Clash Daytona devant l'anglaise Lucy Hall et à Saint George en Utah, elle prend la 7e place au championnat du monde d'Ironman 70.3.

### Vie privée
Jackie Arendlt et Mark Hering unissent leur union par le mariage en 2015, ils ont ensemble deux enfants, Hunter (né en 2016) et Skylar (née en 2018). Ils vivent à Cottage Grove dans le Wisconsin, où Jackie s'entraîne et tient le rôle d'entraîneur en triathlon.

## Palmarès
Le tableau présente les résultats les plus significatifs (podium) obtenus sur le circuit international de triathlon depuis 2011,,.
| Année | Compétition                       | Pays        | Position          | Temps           |
| ----- | --------------------------------- | ----------- | ----------------- | --------------- |
| 2021  | Clash Daytona                     | États-Unis  | Médaille d'or     | 3 h 32 min 50 s |
| 2021  | Ironman 70.3 Memphis              | États-Unis  | Médaille d'argent | 4 h 13 min 43 s |
| 2020  | Ironman 70.3 Campeche             | Mexique     | Médaille d'or     | 4 h 16 min 48 s |
| 2019  | Ironman 70.3 Steelhead            | Royaume-Uni | Médaille d'or     | 4 h 7 min 21 s  |
| 2019  | Ironman 70.3 Waco                 | États-Unis  | Médaille d'or     | 4 h 18 min 29 s |
| 2019  | Ironman 70.3 Traverse City        | États-Unis  | Médaille d'or     | 4 h 15 min 6 s  |
| 2019  | Ironman 70.3 Campeche             | Mexique     | Médaille d'argent | 4 h 16 min 16 s |
| 2018  | Ironman 70.3 Steelhead            | Royaume-Uni | Médaille d'argent | 4 h 17 min 46 s |
| 2015  | Ironman 70.3 Buffalo Springs Lake | États-Unis  | Médaille d'or     | 4 h 18 min 44 s |
| 2015  | Ironman 70.3 Chattanooga          | États-Unis  | Médaille d'argent | 4 h 21 min 41 s |
| 2014  | Ironman Louisville                | États-Unis  | Médaille d'argent | 9 h 43 min 25 s |
| 2013  | Ironman Wisconsin                 | États-Unis  | Médaille d'or     | 9 h 47 min 7 s  |
| 2012  | Ironman Louisville                | États-Unis  | Médaille d'argent | 9 h 38 min 14 s |
| 2011  | Ironman Louisville                | États-Unis  | Médaille d'argent | 9 h 40 min 28 s |
| 2011  | Ironman St. George                | États-Unis  | Médaille d'argent | 10 h 6 min 36 s |